# Nonouti
Nonouti est un atoll des Kiribati, dans le sud de l'archipel des îles Gilbert, au sud de l'équateur.

## Géographie
Il a une superficie de 28,2 km2.

## Histoire
L'atoll est découvert, selon Henry Evans Maude, par l'équipage mutin d'Hernando de Grijalva, sur le San Juan en 1537 : il est baptisé isla de los Pescadores, « l'île des Pêcheurs ». C'est la première fois que des Européens rencontrent des Gilbertins en train de pêcher au large du récif corallien.
Le Butiraoi, un catamaran du gouvernement, disparaît en mer le 18 janvier 2018 avec 88 passagers à son bord.

## Démographie
L'atoll compte 2 303 Gilbertins (recensement de 2002)
L'ancien président et député, sir Ieremia Tabai, et les athlètes David Katoatau et Tim Natua sont nés à Nonouti.